# Variante do Parateí
A Variante do Parateí é uma ligação ferroviária, em bitola larga, que liga a cidade de São José dos Campos a cidade de Itaquaquecetuba. A via parte do Ramal de São Paulo em São José dos Campos, atravessa Jacareí, Guararema e Mogi das Cruzes até chegar à Estação Engenheiro Manoel Feio em Itaquaquecetuba, onde se conecta com a Variante de Poá.

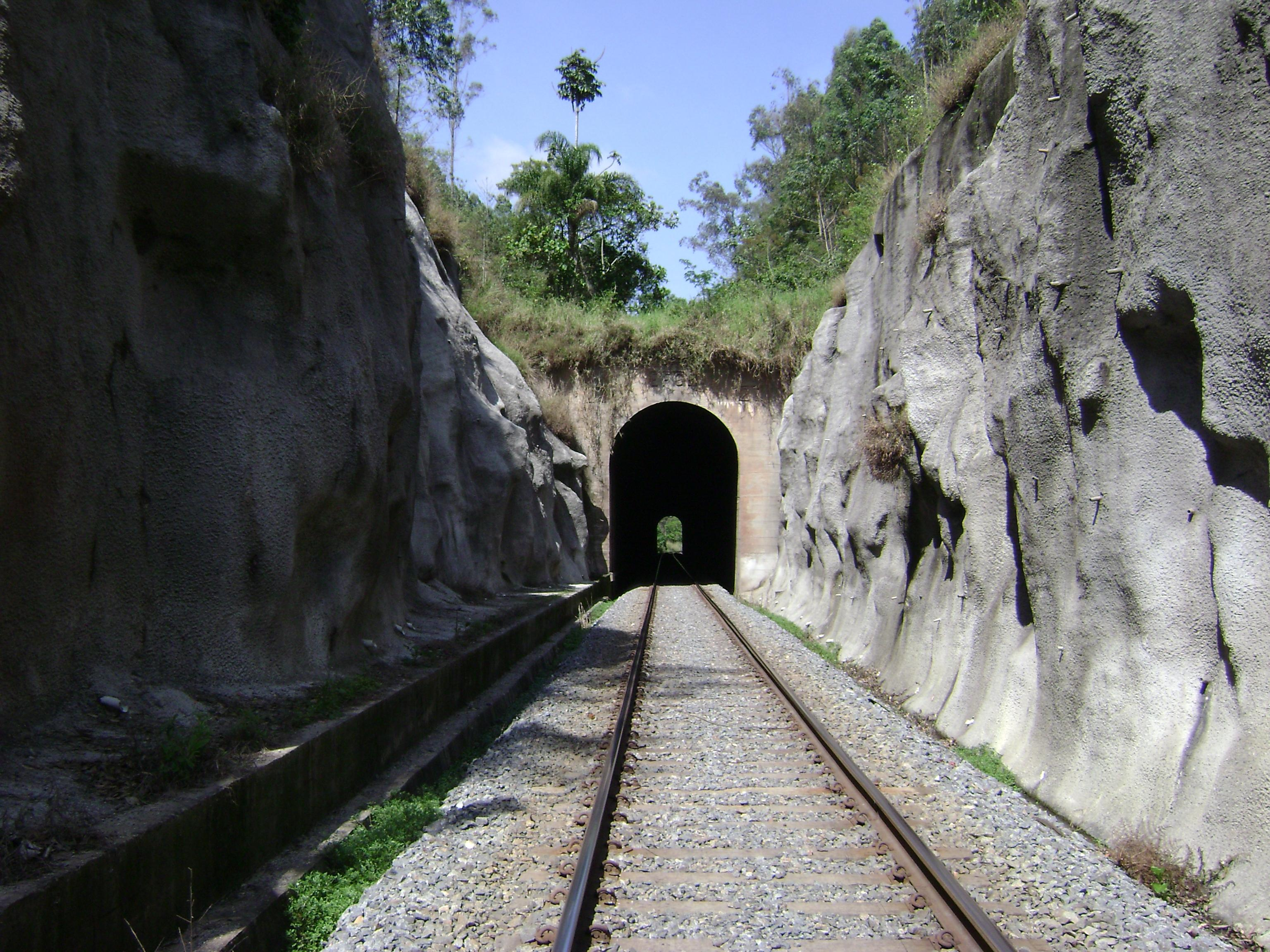
Túnel 27 da Variante do Parateí, em Mogi das Cruzes/SP.

## História
A Variante do Parateí foi construída pela Estrada de Ferro Central do Brasil no ano de 1952, pois esta encurtava o trecho original do Ramal de São Paulo em 11 km, sendo mais atraente para os trens de carga e de passageiros. Assim, foi construído entre a Estação Engenheiro Manuel Feio na Variante de Poá e a Estação de São José dos Campos, no Ramal de São Paulo.
As estações da variante foram construídas longe das povoações e o Ramal de São Paulo continuou a ser usado pelos trens de passageiros até o início dos anos 90, pois cortava o centro das cidades. O Trem de Prata ligou São Paulo ao Rio de Janeiro até novembro de 1998, utilizando-se da variante, mas não de suas estações.
Com a retirada dos trilhos do Ramal de São Paulo que cortavam a área urbana de Jacareí, em fevereiro de 2004, a variante passou a ser a única ligação do Ramal de São Paulo com o início da linha na Região Metropolitana de São Paulo.

## Operação
Em 1996 a Variante do Parateí foi concedida pela RFFSA para a empresa MRS Logística, como parte do Ramal de São Paulo, que transporta em suas composições principalmente cargas conteinerizadas e material siderúrgico no trecho.